# Jules-Adolphe Delmotte
Pour les articles homonymes, voir Delmotte.
Jules-Adolphe Delmotte, né le 5 janvier 1840 à Senlis (Oise) et mort le 17 juin 1910 à Précy-sur-Oise, est un artiste peintre français, principalement connu en tant que peintre décorateur.

## Biographie
Né à Senlis, place de l'Hôtel-de-ville, le 5 janvier 1840, Jules-Adolphe Delmotte est le fils d'Hortense-Julie Delmotte, née Aubert, et d'Adolphe-Aquilas Delmotte (1813-1893), marchand-épicier-confiseur.
Élève de Léon Bonnat, Adolphe Delmotte expose au Salon plusieurs de ses œuvres, principalement des natures mortes, entre 1866 et 1875.
Le 22 octobre 1873, à Beauvais, il épouse Louise-Gabrielle Dechaumont. C'est dans cette même ville que naît leur premier fils, Adolphe-Gabriel-René Delmotte, futur entrepreneur de peintures, le 28 septembre 1874.
La même année, Delmotte présente au Salon Le Martyre de sainte Maxence au Ve siècle, une commande pour l'église Sainte-Maxence de Pont-Sainte-Maxence, dans l'Oise. Dans son département natal, il signe également le décor du plafond de la loggia de l'aile Jean-Bullant du château de Chantilly en 1876. Il travaille ensuite pour la ville de Paris.
À l'occasion de l'Exposition universelle de 1889, Delmotte est nommé officier d'Académie.
En 1892, le public découvre les fresques allégoriques, représentant différentes industries, qu'il a peintes au-dessus du bureau du président dans la grande salle de réunion (salle Ambroise-Croizat) de la Bourse du travail,.

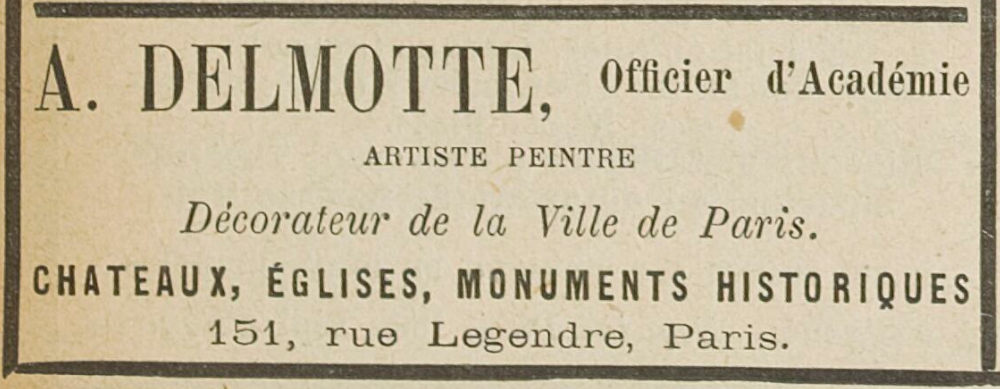
Publicité pour Adolphe Delmotte (1894).

En 1901, il est nommé officier de l'Instruction publique pour avoir collaboré au décor du pavillon de la ville de Paris à l'Exposition universelle de 1900,.
Entre les années 1860 et le début du XXe siècle, il réside dans le 17e arrondissement de Paris, d'abord au 34 rue Lacroix puis, après 1893, au 151 rue Legendre et enfin aux 21-23 rue Dautancourt, où il a pour élève le peintre niortais Louis Drouet.
Outre son domicile parisien, Delmotte est également propriétaire à Précy-sur-Oise, où il meurt le 17 juin 1910.
En 2014, l'une de ses toiles, une Nature morte aux poissons (sujet de sa première œuvre exposée au Salon) a été donnée par sa famille à la commune de Beaumont-sur-Oise.

## Distinctions
- Officier d'académie (1889).
- Officier de l'Instruction publique (1901).